# Tiszamogyorós
Tiszamogyorós is een plaats (község) en gemeente in het Hongaarse comitaat Szabolcs-Szatmár-Bereg. Tiszamogyorós telt 735 inwoners (2001).